# Exoglossum
Exoglossum es un género de peces de la familia Cyprinidae. Fue descrito por Constantine Samuel Rafinesque en 1818.

## Especies
- Exoglossum laurae (C. L. Hubbs, 1931)
- Exoglossum maxillingua (Lesueur, 1817)